# Рудня (Слободской сельсовет)
Рудня (бел. Рудня) — деревня в Слободском сельсовете Мозырского района Гомельской области Республики Беларусь.

## География

### Расположение
В 16 км на юго-запад от Мозыря, от железнодорожной станции Мозырь (на линии Калинковичи — Овруч), 149 км от Гомеля.

### Гидрография
Недалеко протекает река Тур.

## Транспортная сеть
Транспортные связи по просёлочной, затем автодороге Лельчицы — Мозырь. Планировка состоит из прямолинейной меридиональной улицы, к которой из присоединяется короткая, чуть изогнутая улица. Застройка редкая, деревянная, усадебного типа.

## История
По письменным источникам известна с XVIII века как деревня в Мозырском повете Минского воеводства Великого княжества Литовского. После 2-го раздела Речи Посполитой (1793 год) в составе Российской империи. Помещик К.Б. фон Бок владел здесь в 1889 году 500 десятинами земли. Согласно переписи 1897 года деревня Жаменская Рудня в Слобода-Скрыгаловской волости Мозырском уезде Минской губернии. Со сдачей в эксплуатацию в 1916 году железной дороги Жлобин — Калинковичи — Овруч начала работу железнодорожная станция. В 1917 году в Слобода-Скрыгаловской волости. В июне 1917 года жители приняли решение «забрать помещичьи, монастырские, церковные и другие земли».
В 1929 году организован колхоз «Коминтерн», работала водяная мельница. Согласно переписи 1959 года в составе колхоза имени М. В. Фрунзе (центр — деревня Большие Зимовищи). В 1962 году к деревне присоединена деревня Черемошня.

## Население

### Численность
- 2004 год — 38 хозяйств, 60 жителей.

### Динамика
- 1795 год — 17 дворов.
- 1897 год — 28 дворов, 167 жителей (согласно переписи).
- 1917 год — 104 жителя.
- 1925 год — 39 дворов.
- 1959 год — 212 жителей (согласно переписи).
- 2004 год — 38 хозяйств, 60 жителей.

## Достопримечательность
- Водонапорная башня